# Emily Bolton
Emily Bolton (sinh năm 1951) là một nữ diễn viên người Aruba lớn lên ở Anh và Hà Lan.

## Sự nghiệp
Bolton xuất hiện trong bộ phim James Bond Moonraker, trong đó bà đóng vai người liên lạc Brazil của 007, Manuela. Ban đầu bà đã muốn trở thành một nghệ sĩ piano hòa nhạc, nhưng ở tuổi mười tám, bà đã chọn đi học trường kịch.
Bà cũng được biết đến với sự xuất hiện trên truyền hình với tư cách là một diễn viên định kỳ trong:
- Space: 1999 bà thủ vai Operative June (uncredited).
- Tenko, the BBC prisoner of war drama in which she played Christina Campbell.
- Capital City in which she played Sylvia Roux Teng.

Các lần ra mắt khác của bà bao gồm Survivors, Gangsters and Crossroads, và các bộ phim khác của cô bao gồm Percy Progress (1974), Valentino (1977) và Empire State (1987).

## Đóng phim
- Tiến bộ của Percy (1974) - Hoa hậu Thái Lan
- Voyage of the Damned (1974) - Người phụ nữ địa phương (chưa được công nhận)
- Valentino (1977) - Bianca de Saulles
- Moonraker (1979) - Manuela
- Empire State (1987) - Susan